# عبد الخالق سعد
عبد الخالق سعد ، لاعب كرة قدم قطري سابق.

## كأس الخليج 1974
و قد سجل هدف في مرمى منتخب عمان لكرة القدم.